# 172 (число)
Вижте пояснителната страница за други значения на 172.
172 (сто седемдесет и две) е естествено, цяло число, следващо 171 и предхождащо 173.
Сто седемдесет и две с арабски цифри се записва „172“, а с римски цифри – „CLXXII“. Числото 172 е съставено от три цифри от позиционните бройни системи – 1 (едно), 7 (седем), 2 (две).

## Общи сведения
- 172 е четно число.
- 172-рият ден от годината е 21 юни.
- 172 е година от Новата ера.